# Чёрный Медведь Бозин
Чёрный Медведь Бозин (англ. Blackbear Bosin, известный также под индейским именем Цате Конгиа (Tsate Kongia); 1921, Сирил, Оклахома — 1980, Уичито, Канзас) — художник и скульптор родом из индейских племён команчи и кайова. Произведения Бозина хранятся в крупнейших художественных коллекциях США, Канады и других стран.

## Биография
Родился в штате Оклахома 5 июня 1921 года.
В 1940 году переехал в город Уичито (штат Канзас), где начал работать смесителем цветов и подмастерьем у литографа, затем художником в компании Boeing. В годы Второй мировой войны служил в морской пехоте США.
Вероятно, наиболее известной из его работ является «Хранитель равнин», стальная скульптура высотой около 16 м, воздвигнутая в 1974 году в месте слияния рек Арканзас и Малый Арканзас, изображающая индейского воина, молящегося о благословении небес.
Умер 9 августа 1980 года.